# En Al-Hakim
... En Al-Hakim es el quinto álbum de estudio de la banda de rock española Medina Azahara, publicado en 1989 por Avispa Music.

## Detalles
Este el primer trabajo del grupo con el nuevo guitarrista Francisco "Paco" Ventura, quien ingresó a la banda en julio de 1989, comenzando las sesiones de grabación en septiembre. A su vez, es el último disco en el que participa el batería José A. Molina, uno de los miembros fundadores.
El disco estuvo en la calle hacia fines de ese año, entrando de puntillas en las listas de radio y ventas, aunque nunca retrocedió.
El álbum contó con la participación del guitarrista Vicente Amigo en el tema "La Guitarra".

## Lista de canciones
1. "Al Hakim... Otro Lugar" - 4:33
2. "Otoño" - 4:12
3. "Velocidad" - 5:00
4. "La Guitarra" - 4:40
5. "El Destino" - 5:20
6. "Déjame Vivir" - 3:55
7. "Tal Como Es" - 3:40
8. "Desde Córdoba" - 5:11

## Créditos
- Manuel Martínez: Voz
- Pablo Rabadán: Sintetizadores, Moog, piano y coros
- José Antonio Molina: Batería, percusión y coros
- Paco Ventura: Guitarra y coros
- Randy López: Bajo, armónica y coros